# ردغة عضوية

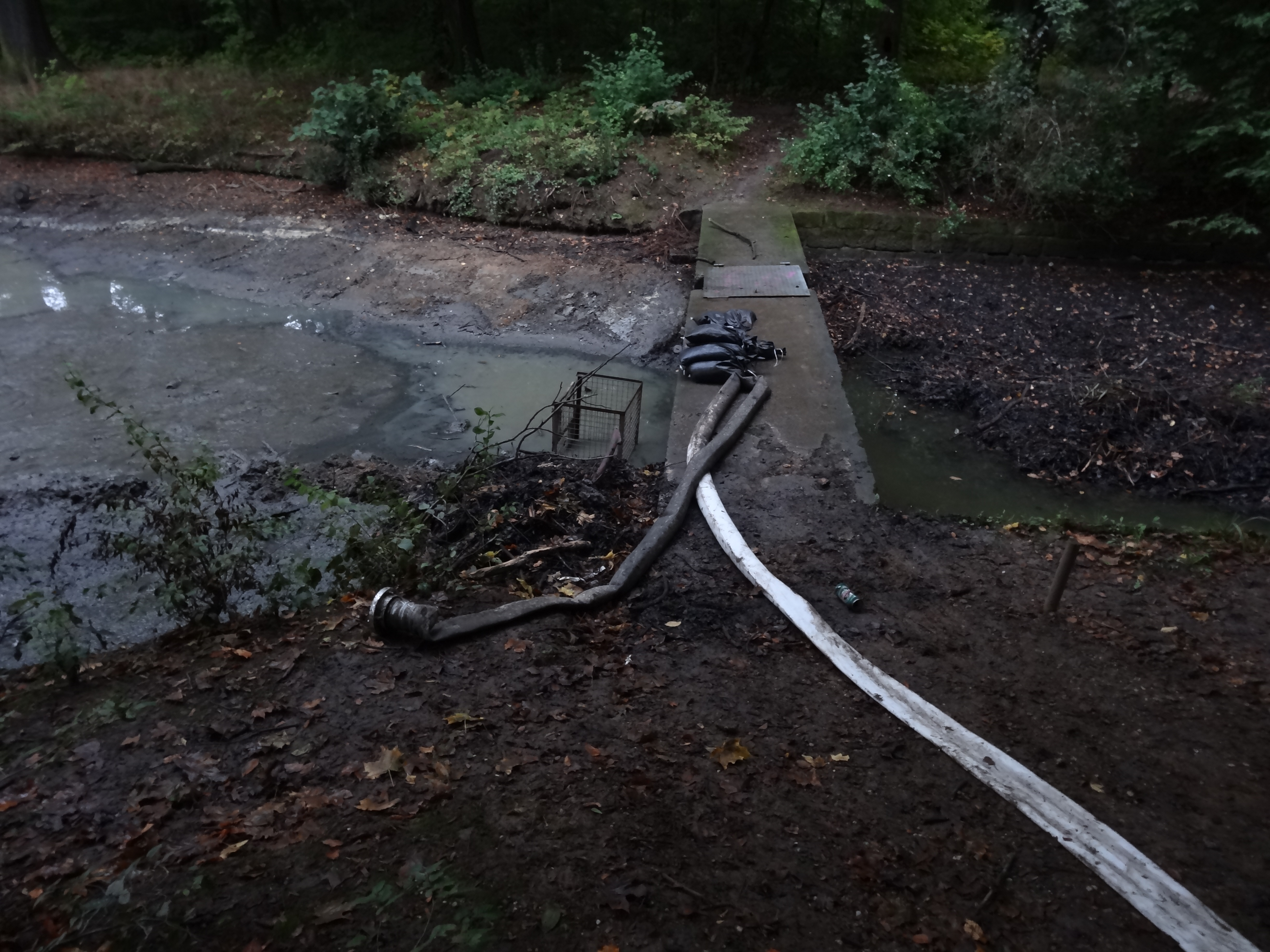

الردغة العضوية  أو الطين الحمئ أو الحمأ العضوي (سابروبيل) هو مصطلح يستخدم في علم المحيطات الجيولوجية لوصف الرسوبيات غامقة اللون الغنية بالمواد العضوية.
تساهم ترسبات الردغات العضوية في نشوء وتشكل النفط.